# NBA 2K11
NBA 2K11 è un videogioco di Basket NBA prodotto dalla 2K Sports. Il testimonial scelto per questa edizione è Michael Jordan, che non appariva in un videogame dall'anno del suo ritiro.
Oltre alla Partita Veloce, l'Associazione, la Stagione, Le Gare Nba Blacktop, i Playoff ed Il Mio Giocatore è stata aggiunta una nuova modalità, il Jordan Challenge. Esso consiste nel rivivere le 10 partite più importanti della carriera di MJ. Inoltre è stata aggiunta una collezione delle Air Jordan, sono in tutto 40 e sono sbloccabili mentre si prosegue nel gioco. Oltre a tutto quello suddetto è possibile utilizzare nella Partita Veloce le seguenti squadre classiche: Chicago Bulls del '86, '91, '94, '96, '97 e '98; Boston Celtics del '86; Atlanta Hawks del '89; Cleveland Cavaliers del '89; Detroit Pistons del '89; Los Angeles Lakers del '90; Portland Trail Blazers del '91; New York Knicks del '94; Seattle SuperSonics del '95; Utah Jazz del '96 e '97.

## Accoglienza
La rivista Play Generation diede alla versione per PlayStation Portable un punteggio di 80/100, trovandolo un titolo completo e decisamente realistico, il massimo della categoria sulla console. La stessa testata lo classificò come il quarto migliore titolo di sport del 2010.